# Andrij Hussin
Andrij Leonydowytsch Hussin (ukrainisch Андрій Гусін, russisch Андрей Гусин/Andrei Gussin; * 11. Dezember 1972 in Solotschiw, Ukrainische SSR, Sowjetunion; † 17. September 2014 in Kiew) war ein ukrainischer Fußballspieler. Von August 2013 bis Mai 2014 war er Assistenztrainer bei Anschi Machatschkala.

## Karriere
Ab 1996 spielte er bei Dynamo Kiew, wo er sich zum Mittelfeldspieler umqualifizierte und jahrelang unverzichtbarer Bestandteil der Mannschaft war. In der ukrainischen Liga schoss er insgesamt 31 Tore in 163 Spielen. Im Europapokal erzielte er 5 Tore in 50 Begegnungen. In der Saison 2004 wechselte Hussin in die russische Premjer-Liga zu Krylja Sowetow Samara, wo er bis 2007 unter Vertrag stand. Danach spielte er zwei Saisons beim Ligakonkurrenten Saturn Ramenskoje. 2009 wurde er vom FK Chimki verpflichtet.
Andrij Hussin war über Jahre einer der zentralen Spieler in der ukrainischen Fußballnationalmannschaft und wurde vom ukrainischen Nationaltrainer Oleh Blochin in den 23-köpfigen Kader für die Fußball-WM 2006 berufen.
Andrej Hussin starb am 17. September 2014 bei einem Unfall auf der Motorsport-Rennstrecke Tschaika in der Nähe von Kiew und wurde auf dem Kiewer Baikowe-Friedhof beerdigt.

### Titel
- Ukrainischer Meister (7): 1996/97, 1997/98, 1998/99, 1999/00, 2000/01, 2002/03, 2003/04
- Ukrainischer Pokalsieger (5): 1998, 1999, 2000, 2003, 2005
- Ukrainischer Superpokalsieger: 2004